# Живко Панайотов
Живко Панайотов е български футболист, полузащитник. Роден е на 17 юли 1980 г. в Созопол. Играл е за Созопол, Поморие, Порт (Бургас) и Несебър.

## Статистика по сезони
- Созопол – 1999/00 – А ОФГ, 12 мача/3 гола
- Поморие – 2000/01 – В група, 24/6
- Порт (Бс) – 2001/02 – В група, 27/8
- Созопол – 2002/03 – А ОФГ, 23/12
- Несебър – 2003/04 – Б група, 21/2
- Несебър – 2004/05 – А група, 10/2
- Несебър – 2006/пр. - Източна Б група, 4/1
- Несебър – 2006/07 – Източна Б група
- ПФК Лудогорец Разград – 2010/2011 - Източна Б група